# Champenard
Champenard település Franciaországban, Eure megyében. Lakosainak száma 304 fő (2022. január 1.). Champenard Autheuil-Authouillet, Saint-Aubin-sur-Gaillon és Sainte-Colombe-près-Vernon községekkel határos.

## Népesség
A település népességének változása:
| Lakosok száma | 102  | 107  | 129  | 174  | 237  | 253  | 270  | 281  | 288  | 304  |
|               | 1968 | 1982 | 1990 | 2006 | 2013 | 2015 | 2017 | 2019 | 2020 | 2022 |